# Гукасян, Арам Григорьевич
Арам Григорьевич Гукасян (1901—1972) — советский учёный и педагог, терапевт, доктор медицинских наук, профессор, член-корреспондент АМН СССР (1965). Заслуженный деятель науки РСФСР (1961).

## Биография
Родился 14 августа 1901 года в Тбилиси.
С 1921 по 1926 год обучался на медицинском факультете Московского государственного университета. С 1926 по 1927 год проходил обучение в ординатуре под руководством академика В. Н. Виноградова, а с 1927 по 1929 год проходил обучение в аспирантуре под руководством профессора М. П. Кончаловского. С 1929 по 1932 год обучался на отделении философии и естествознания Института красной профессуры.
С 1932 по 1941 и с 1945 по 1972 год на педагогической работе в санитарно-гигиеническом факультете Первого Московского ордена Ленина медицинского института имени И. М. Сеченова в должностях преподавателя, с 1939 по 1941 и с 1945 по 1972 год — заведующий кафедрой факультетской терапии. Одновременно с педагогической занимался и административно-медицинской работой в должности руководителя Главного управления медицинских учебных заведений и членом Коллегии Министерства здравоохранения СССР, с 1961 по 1968 год являлся — главным терапевтом Четвёртого Главного управления Министерства здравоохранения СССР.
С 1941 по 1945 год в период Великой Отечественной войны направлен в ряды РККА в качестве начальника эвакуационного госпиталя Западного фронта и главным армейским терапевтом Ленинградского и 3-го Прибалтийского фронтов.

### Научно-педагогическая деятельность
Основная научно-педагогическая деятельность А. Г. Гукасяна была связана с вопросами в области истории медицины и проблем гастроэнтерологии. А. Г. Гукасян являлся членом Президиума Всесоюзного научного общества терапевтов и заместителем председателя Всесоюзного научного общества гастроэнтерологов.
В 1965 году он был избран член-корреспондентом АМН СССР. Под руководством А. Г. Гукасяна было написано около ста семидесяти научных работ, в том числе десятки монографий, при его участии и под его руководством было подготовлено 42 докторские и кандидатские диссертации. В 1961 году за заслуги в области медицины и науки ему было присвоено почётное звание — Заслуженный деятель науки РСФСР. А. Г. Гукасян являлся главным редактором журнала «Терапевтический архив» и редактором редакционного отдела «Внутренние болезни» второго издания Большой медицинской энциклопедии.
Скончался 11 мая 1972 года в Москве, похоронен на Армянском кладбище.

## Награды
- Орден Октябрьской революции
- Орден Отечественной войны I степени (07.10.1944) и II степени (09.03.1944)
- Два ордена Трудового Красного Знамени
- Медаль «За оборону Ленинграда»
- Медаль «За победу над Германией в Великой Отечественной войне 1941—1945 гг.»[2][6]
- Отличник физической культуры (1949[7])